# Ladislav Čihák
Ladislav Čihák (* 3. července 1981 Most) je hokejový trenér a bývalý hokejista. Od roku 2023 trénuje tým Banes Motor České Budějovice.
Před tím do roku 2021 trénoval v týmu HC Škoda Plzeň na různých trenérských pozicích. Poté byl asistent trenéra v Mountfield HK a následně hlavním trenérem BK Mladá Boleslav. V roce 2023 se stal novým hlavním trenérem jihočeského týmu Banes Motor České Budějovice. Tým vede společně se svým asistentem Jiřím Hanzlíkem.

## Trenérská kariéra
| Sezóna  | Tým                          | Role v týmu      | Pořadí v základní části | Pořadí v play-off     |
| ------- | ---------------------------- | ---------------- | ----------------------- | --------------------- |
| 2010–11 | HC Sparta Praha U18          | Asistent trenéra | 1.                      | Prohra ve čtvrtfinále |
| 2011–12 | HC Sparta Praha B U16        | Hlavní trenér    | 3.                      | –                     |
| 2012–13 | HC Škoda Plzeň U16           | Hlavní trenér    | 1.                      | Finálová skupina      |
| 2013–14 | HC Škoda Plzeň U18           | Hlavní trenér    | 2.                      | Prohra ve čtvrtfinále |
| 2014–15 | HC Škoda Plzeň U18           | Hlavní trenér    | 2.                      | Prohra v osmifinále   |
| 2014–15 | HC Škoda Plzeň               | Asistent trenéra | 7.                      | Prohra v předkole     |
| 2015–16 | HC Škoda Plzeň               | Asistent trenéra | 4.                      | Prohra v semifinále   |
| 2016–17 | HC Škoda Plzeň               | Asistent trenéra | 9.                      | Prohra ve čtvrtfinále |
| 2017–18 | HC Škoda Plzeň               | Asistent trenéra | 1.                      | Prohra v semifinále   |
| 2018–19 | HC Škoda Plzeň               | Hlavní trenér    | 3.                      | Prohra v semifinále   |
| 2019–20 | HC Škoda Plzeň               | Hlavní trenér    | 5.                      | Play-off zrušeno      |
| 2020–21 | HC Škoda Plzeň               | Hlavní trenér    | 5.                      | Prohra v předkole     |
| 2021–22 | Mountfield HK                | Asistent trenéra | 1.                      | Prohra ve čtvrtfinále |
| 2022–23 | BK Mladá Boleslav            | Hlavní trenér    | 10.                     | Prohra v předkole     |
| 2023–24 | Banes Motor České Budějovice | Hlavní trenér    | 6                       | Prohra ve čtvrtfinále |
| 2024–25 | Banes Motor České Budějovice | Hlavní trenér    | 6                       | Prohra ve čtvrtfinále |